# Survivor Series 2006
Survivor Series 2006 was een pay-per-viewevenement in het professioneel worstelen dat geproduceerd werd door de World Wrestling Entertainment. Dit evenement was de 20ste editie van Survivor Series en vond plaats in het Wachovia Center in Philadelphia (Pennsylvania) op 26 november 2006.

## Wedstrijden
| Nr.                                                                          | Match | Winnaar(s)        |
| ---------------------------------------------------------------------------- | --- | ----------------- |
| -                                                                            | Carlito vs. Charlie Haas in een een-op-eenmatch | Carlito           |
| 1                                                                            | Team WWE Legends (Ric Flair, Sgt. Slaughter, Dusty Rhodes & Ron Simmons) (met Arn Anderson) vs. Team Spirit Squad (Kenny, Johnny, Nicky & Mikey) (met Mitch) in een 4-op-4 Survivor Series Elimination match        | Team WWE Legends  |
| 2                                                                            | Chris Benoit (c) v. Chavo Guerrero (met Vickie Guerrero) in een-op-eenmatch voor het WWE United States Championship                                                                                                 |                   |
| 3                                                                            | Lita (c) vs. Mickie James in een een-op-eenmatch voor het WWE Women's Championship | Mickie James (nc) |
| 4                                                                            | Team DX (Triple H, Shawn Michaels, CM Punk & Hardy Boyz) vs. Team Rated-RKO (Edge, Randy Orton, Johnny Nitro, Mike Knox & Gregory Helms) (met Melina & Kelly Kelly) in een 5-op-5 Survivor Series Elimination match | Team DX           |
| 5                                                                            | The Undertaker vs. Mr. Kennedy in een First Blood match | Mr. Kennedy       |
| 6                                                                            | Team Cena (John Cena, Kane, Bobby Lashley, Sabu & Rob Van Dam) vs. Team Big Show (The Big Show, Test, Montel Vontavious Porter, Finlay (met Hornswoggle & Umaga) in een 5-op-5 Survivor Series Elimination match    | Team Cena         |
| 7                                                                            | King Booker (c) vs. Batista in een Last Chance match voor het World Heavyweight Championship | Batista (nc)      |
| (c) huidige kampioen voor en na de match \| (nc) nieuwe kampioen na de match | |                   |